# زک بوگی
زک بوگی (انگلیسی: Zak Boagey؛ زادهٔ ۱۱ اکتبر ۱۹۹۴) بازیکن فوتبال اهل بریتانیا است.
از باشگاه‌هایی که در آن بازی کرده‌است می‌توان به باشگاه فوتبال هارتل پول یونایتد و باشگاه فوتبال ویتبای تاون اشاره کرد.